# Кіровградський міський округ
Кіровгра́дський міський округ (рос. Кировградский городской округ) — муніципальне утворення Свердловської області Росії.
Адміністративний центр — місто Кіровград.

## Географія
Кіровградський міський округ розташований у південно-західній частині області, у долині річки Тагіл.
Кіровградський міський округ межує із шістьма міськими округами: з Горноуральським на півночі, з Нев'янським на сході, з Верх-Нейвінським та Новоуральським на південному сході, з міським округом Верхній Тагіл на  півдні, з муніципальним утворенням «місто Нижній Тагіл» на заході.

## Населення
Населення міського округу становить 25669 осіб (2018; 27726 у 2010, 31203 у 2002).

## Склад
До складу Кіровградського міського округу входять 8 населених пунктів:
| Населений пункт       | Населення, осіб (2002) | Населення, осіб (2010) |
| --------------------- | ---------------------- | ---------------------- |
| Єжовський, селище     | 7                      | 0                      |
| Карпушиха, селище     | 1522                   | 1192                   |
| Кіровград, місто      | 23197                  | 21035                  |
| Льовіха, селище       | 3510                   | 2881                   |
| Листв'янне, присілок  | 0                      | 0                      |
| Нейва, селище         | 0                      | 0                      |
| Нейво-Рудянка, селище | 2943                   | 2599                   |
| Теплова, селище       | 24                     | 19                     |